# Poursuite individuelle féminine aux Jeux olympiques d'été de 2008
Navigation
Athènes 2004
La Poursuite individuelle féminine, épreuve de cyclisme sur piste des Jeux olympiques d'été de 2008, a lieu le 17 août 2008 sur le Vélodrome de Laoshan de Pékin. La course est remportée par la coureuse britannique Rebecca Romero.

## Qualification
Les treize participantes se rencontrent lors de séries. Les huit meilleurs temps se qualifient pour les demi-finales.
| Série | Nom                  | Pays               | Temps            | Rang |
| ----- | -------------------- | ------------------ | ---------------- | ---- |
| 1     | Evelyn García        | Salvador           | 3 min 56 s 849   | 13   |
| 2     | Lada Kozlíková       | République tchèque | 3 min 39 s 561 Q | 8    |
| 2     | Svetlana Pauliukaite | Lituanie           | 3 min 45 s 691   | 12   |
| 3     | Karin Thürig         | Suisse             | 3 min 40 s 862   | 9    |
| 3     | Verena Jooß          | Allemagne          | 3 min 44 s 480   | 11   |
| 4     | María Luisa Calle    | Colombie           | 3 min 41 s 175   | 10   |
| 4     | Vilija Sereikaitė    | Lituanie           | 3 min 36 s 063 Q | 6    |
| 5     | Lesya Kalitovska     | Ukraine            | 3 min 31 s 942 Q | 3    |
| 5     | Alison Shanks        | Nouvelle-Zélande   | 3 min 34 s 312 Q | 4    |
| 6     | Sarah Hammer         | États-Unis         | 3 min 35 s 471 Q | 5    |
| 6     | Wendy Houvenaghel    | Grande-Bretagne    | 3 min 28 s 443 Q | 1    |
| 7     | Rebecca Romero       | Grande-Bretagne    | 3 min 28 s 641 Q | 2    |
| 7     | Katie Mactier        | Australie          | 3 min 38 s 178 Q | 7    |

## Phase finale

### Demi-finales
Dans ce tour, chaque cycliste est placée dans une série sur la base des temps obtenus pendant les qualifications. Les deux meilleurs temps de ces duels se qualifient pour la finale, les 3e et 4e temps pour la petite finale. Les perdantes reçoivent un classement en fonction du temps obtenu pendant ce tour.
| Nom           | Pays             | Temps          | Rang |
| ------------- | ---------------- | -------------- | ---- |
| Alison Shanks | Nouvelle-Zélande | 3 min 32 s 478 | 4    |
| Sarah Hammer  | États-Unis       | 3 min 34 s 237 | 5    |

| Nom               | Pays     | Temps          | Rang |
| ----------------- | -------- | -------------- | ---- |
| Lesya Kalitovska  | Ukraine  | 3 min 31 s 785 | 3    |
| Vilija Sereikaitė | Lituanie | 3 min 36 s 808 | 6    |

| Nom            | Pays            | Temps                     | Rang |
| -------------- | --------------- | ------------------------- | ---- |
| Rebecca Romero | Grande-Bretagne | 3 min 27 s 703            | 1    |
| Katie Mactier  | Australie       | 3 min 37 s 296 (à 1 tour) | 7    |

| Nom               | Pays               | Temps          | Rang |
| ----------------- | ------------------ | -------------- | ---- |
| Wendy Houvenaghel | Grande-Bretagne    | 3 min 27 s 829 | 2    |
| Lada Kozlíková    | République tchèque | Abandon        | 8    |

### Finales
| Nom               | Pays            | Temps          | Rang |
| ----------------- | --------------- | -------------- | ---- |
| Rebecca Romero    | Grande-Bretagne | 3 min 28 s 321 | 1    |
| Wendy Houvenaghel | Grande-Bretagne | 3 min 30 s 395 | 1    |

| Nom              | Pays             | Temps          | Rang |
| ---------------- | ---------------- | -------------- | ---- |
| Lesya Kalitovska | Ukraine          | 3 min 31 s 413 | 1    |
| Alison Shanks    | Nouvelle-Zélande | 3 min 34 s 156 | 4    |